# Catostemma fragrans
Catostemma fragrans är en malvaväxtart som beskrevs av George Bentham. Catostemma fragrans ingår i släktet Catostemma och familjen malvaväxter. Inga underarter finns listade i Catalogue of Life.